# Jules Helot
Jules Helot, né le 11 octobre 1814 à Connigis et mort le 6 avril 1873 à Rouen, est un chirurgien français. 

## Biographie
Fils de René Helot, marchand de bois, châtelain de Connigis et d'Aurore Cécile Guichard « de Mareil », petite-fille d'un fermier général, François Guichard, conseiller secrétaire du roi en la chancellerie de la cour des finances du parlement de Provence, et nièce de l'avocat célèbre, Augustin-Charles Guichard de Mareil, Helot est le premier d'une lignée de quatre générations de médecins rouennais. Après avoir fait ses études chez les jésuites à Fribourg, il étudie la médecine à Paris avec les maîtres Ricord, Trousseau, Velpeau, Récamier. Il était Interne en 1839. Docteur en médecine le 3 avril 1844, chirurgien adjoint de l’Hôtel-Dieu de Rouen, chirurgien en chef de l’Hospice général, le 12 février 1849. Il a été secrétaire de Récamier à Paris, vécut chez lui et hérita de sa bibliothèque et de ses instruments. Professeur suppléant pour les cours de chirurgie et d'accouchement de l’École de médecine de Rouen le 8 novembre 1853, professeur titulaire de la chaire d'accouchement, des maladies de la femme et des enfants le 15 juillet 1858. Chargé de la maternité de l'Hospice général de Rouen en 1855.
En 1862, le ministre de l'Intérieur, le duc de Persigny, souhaite que les méthodes appliquées par Jules Helot soient généralisées dans les maternités. Il démissionne de ses fonctions le 20 février 1873, il est nommé chirurgien honoraire le 26 février.
Il a participé aux soins des blessés de la tornade de Malaunay et de Montville, le 19 août 1845 qui fit 70 morts et 130 blessés. Il était responsable de l'ambulance.
Il était à la tête du Parti catholique en 1848 et a été élu au conseil municipal en 1848 où il exerça sa fonction pendant 10 ans.
- Membre de l'Académie impériale des sciences, belles-lettres et arts de Rouen en 1850, son discours de réception fut : « De la valeur scientifique de la médecin ». Il fut le président de cette Académie en 1859.
- Membre de la Société de médecine de Rouen dont il fit partie du bureau et fut vice-président en 1849-1850 et président en 1850-1851.
- Membre de l'Association médicale du Département, société de défense pour les faibles et d'honneur pour tous. Vice-président du Conseil central d'Hygiène publique et de salubrité de la Seine-Inférieure.

Le professeur Jules Helot avait épousé une Rouennaise, Esther Taurin Gibert Périaux, petite-fille de l'imprimeur et savant Pierre Périaux, et belle-fille des Bérat (Frédéric Bérat).

## Publications
- Discours : « L'Anatomie et la Physiologie pathologique des abcès phlegmoneux »,
- Communication sur l'impossibilité de la réduction en masse des hernies,
- Études sur les affections syphilitiques.

## Sources
- Archives familiales Helot